# U-47号潜艇 (1915年)
陛下之47号潜艇是德意志帝国海军建造的一艘潜艇或称U艇。它由但泽的帝国船厂承建，于1915年8月16日下水，至1916年2月28日交付使用。U-47号是在第一次世界大战期间服役的329艘德国潜艇之一，参加过大西洋和地中海潜艇战。在其仅有的两次巡逻中，共击沉14艘协约国或中立国商船，容积总吨为23932吨。1918年10月28日，U-47号在德军撤离普拉基地之前由其艇员自行凿沉。

## 设计
第一次世界大战爆发后，从U-43号开始，德国潜艇进入战时动员型生产时期。它们在尺寸上与前期的柴电潜艇类似，但在推进力和续航力上有所提高。U-47号在艇体结构和舱室布置方面也有很多创新，例如采用外置式龙骨，将控制舱和指挥舱前移，增加船员居住舱空间，并将居住舱的位置调整至柴油机舱和控制舱之间。此外，潜望镜长度从以往的7.5米增至12米，下潜反应时间缩短为60－90秒。
U-47号的全长为65米；舷宽6.2米，当中的耐压壳体宽为4.18米，擁有9米的总高和3.74米的吃水深度。水上排水量为725吨，水下为940吨。
艇只搭载有可在水上使用的两台猛狮六缸四冲程柴油发动机，总功率为2,000匹公制馬力（1,471千瓦特）；以及可在水下使用的西门子-舒克特双电动发电机，总功率为1,200匹公制馬力（883千瓦特）。这些发动机用以驱动双轴、每根轴各一个的直径1.6米长螺旋桨，从而使艇只在水上的最高速度达15.2節（28.2每小時），在水下的最高航速为每小时9.7節（18.0每小時）。U-47号可以8節（15每小時）的速度在水上巡航11,400海里（21,100），或以5節（9.3每小時）的速度在水下巡航51海里（94）。U-47号的潜航深度为50米。
U-47号装备了四具直径为500毫米的鱼雷发射管，其中艏、艉各两具，并可携带合共6枚G6型鱼雷。辅助武器为一门88毫米30倍径速射炮，1916年至1917年间则被一门105毫米45倍径速射炮所取代。其标准船员编制为4名军官和32名水兵。

## 历史
U-47号是由德意志帝国海军于1914年8月4日向但泽的帝国船厂订购。它于1915年8月16日下水，至1916年2月28日在首任艇长、海军上尉海因里希·梅茨格的指挥下正式入役，他指挥了该艇仅有的两次巡逻。在1918年1月14日至6月14日期间，后来的纳粹德国情报机关阿勃韦尔主管、海军上将威廉·卡纳里斯也曾在U-47号艇上担任艇长。
第一次世界大战期间，U-47号先后跟随第三潜艇区舰队和普拉潜艇区舰队（后称地中海潜艇区舰队）分别在北大西洋和地中海参加过两次巡逻，并成功击沉来自协约国或中立国的14艘商船，容积总吨累计为23932吨。除此之外，它还击伤了容积总吨为9500吨的3艘舰船，并缴获另一艘商船作为战利品。从1917年6月起，该艇由于技术问题而没有再执行任何任务。在战争后期，即德军放弃普拉军港（当时属奥匈帝国）前不久，U-47号于1918年10月28日由其艇员自行凿沉。其沉没地点大致位于近岸的44°52′N 13°50′E / 44.867°N 13.833°E处。

## 袭击历史摘要
| 日期           | 船名            | 船籍       | 吨位 | 结局       |
| -------------- | --------------- | ---------- | ---- | ---------- |
| 1916年8月15日  | 普雷斯托号      | 瑞典       | 1046 | 缴作战利品 |
| 1916年8月30日  | 韦拉摩号        | 芬兰       | 1050 | 击沉       |
| 1916年11月16日 | 海豚号          | 荷蘭       | 140  | 击沉       |
| 1916年11月16日 | 帕纳斯号        | 挪威       | 646  | 击沉       |
| 1916年12月1日  | 谏义里号        | 荷蘭       | 3781 | 击沉       |
| 1916年12月4日  | 贝拉号          | 葡萄牙     | 463  | 袭击未果   |
| 1916年12月4日  | 伊博号          | 葡萄牙     | 492  | 袭击未果   |
| 1916年12月7日  | 斯皮罗斯号      | 希腊       | 3357 | 击沉       |
| 1916年12月13日 | 萨拉米斯号      | 希腊       | 3638 | 击沉       |
| 1916年12月19日 | 斯诺号          | 挪威       | 1823 | 击沉       |
| 1917年5月8日   | 马德琳三号      | 法国海军   | 149  | 击伤       |
| 1917年5月11日  | 兴都号          | 英国       | 4915 | 击伤       |
| 1917年5月13日  | 独立号          | 義大利王國 | 182  | 击沉       |
| 1917年5月15日  | 潘克拉斯号      | 英国       | 4436 | 击伤       |
| 1917年5月17日  | 和平号          | 希腊       | 2662 | 击沉       |
| 1917年5月18日  | 弗朗西丝·M号    | 美国       | 1228 | 击沉       |
| 1917年5月22日  | 拉帕号          | 巴西       | 1366 | 击沉       |
| 1917年5月24日  | 芭芭拉号        | 美国       | 838  | 击沉       |
| 1917年5月25日  | 马格努斯·曼森号 | 美国       | 1751 | 击沉       |
| 1917年6月3日   | 武尔坎努斯号    | 法國       | 1470 | 击沉       |

## 脚注
1. ↑  Gröner 1991，第8-10頁.
2. 1 2  Helgason, Guðmundur. . German and Austrian U-boats of World War I - Kaiserliche Marine - Uboat.net.   [12 January 2015].
3. ↑  Helgason, Guðmundur. . German and Austrian U-boats of World War I - Kaiserliche Marine - Uboat.net.   [12 January 2015].
4. ↑  Helgason, Guðmundur. . German and Austrian U-boats of World War I - Kaiserliche Marine - Uboat.net.   [12 January 2015].
5. 1 2  Helgason, Guðmundur. . German and Austrian U-boats of World War I - Kaiserliche Marine - Uboat.net.   [12 January 2015].
6. ↑  Helgason, Guðmundur. . German and Austrian U-boats of World War I - Kaiserliche Marine - Uboat.net.   [12 January 2015].
7. ↑  Helgason, Guðmundur. . German and Austrian U-boats of World War I - Kaiserliche Marine - Uboat.net.   [12 January 2015].
8. ↑  Helgason, Guðmundur. . German and Austrian U-boats of World War I - Kaiserliche Marine - Uboat.net.   [12 January 2015].
9. ↑  Herzog，第48頁.
10. 1 2 3 4  陈进，第71頁.
11. ↑  Herzog，第89頁.
12. ↑  Helgason, Guðmundur. . German and Austrian U-boats of World War I - Kaiserliche Marine - Uboat.net.   [12 January 2015].